# Медаль «Единства народа Казахстана»
 Медаль «Единства народа Казахстана» («Бірлік») (каз.  Қазақстан халқы Ассамблеясының қоғамдық «Бірлік» алтын медалi ) — государственная награда Республики Казахстан,утверждённая Ассамблеей народов Казахстана. Вручается Президентом Республики Казахстан  – Председателем Ассамблеи народа Казахстана, а также Государственным секретарем Республики Казахстан, либо иными уполномоченными лицами. Является высшим знаком общественного признания и поощрения казахстанских и иностранных граждан, организаций и предприятий, независимо от формы собственности, институтов гражданского общества за  заслуги в укреплении единства и стабильности, социально-экономическое и общественное развитие Казахстана
Медаль «Бірлік» вручается гражданам и организациям за заслуги в:
- укреплении независимости, стабильности и процветания государства как залога экономического, политического и духовного развития казахстанского общества во всех сферах общественных отношений;
- обеспечении мира, консолидации общества и единства народа Казахстана;
- развитии государственного языка и национальной культуры как фактора единения народа Казахстана;
- экономическое, социальное, гражданское, научное развитие Казахстана, формирование социальной ответственности бизнеса;
- развитии межкультурного диалога, гражданского мира и согласия;
- воспитании подрастающего поколения на основе идеи государственности,  казахстанского патриотизма, преемственности  поколений и высоких  духовно-нравственных ценностей;
- сохранении и развитии культурного многообразия этносов Казахстана как важного преимущества и основы межкультурного диалога;
- укреплении связей  с казахской диаспорой, проживающей  за рубежом и исторической родиной казахстанских этносов;
- укреплении сотрудничества между народами, сближении и взаимообогащении национальных культур и дружественных отношений между государствами, укреплении авторитета Казахстана в мировом сообществе.

## Порядок награждения[1]
К награждению могут быть представлены граждане и юридические лица.
Председатель Ассамблеи – Президент Республики Казахстан принимает решение о награждении медалью «Бірлік» самостоятельно по своей инициативе.
Правом представления к награде «Бірлік» обладают представители Ассамблеи народа Казахстана, ее территориальные структуры, депутаты Парламента Республики Казахстан, учреждения и организации всех видов собственности, государственные структуры, СМИ, неправительственные организации и общественные объединения.
Функции наградной комиссии выполняет Совет Ассамблеи народа Казахстана. Решение принимается простым большинством голосов присутствующих на заседании членов Совета Ассамблеи народа Казахстана.
Комиссия рассматривает представление с точки зрения соответствия заслуг кандидата  статусу награды «Бірлік», по итогам которого  коллегиальное  решение  оформляется протоколом.
Принятое решение на заседании Совета Ассамблеи народа Казахстана и является основанием для награждения.
Вручение производится в торжественной обстановке  на сессии Ассамблеи народа Казахстана и заседаниях Совета Ассамблеи народа Казахстана, либо по решению Председателя Ассамблеи народа Казахстана – Президента Республики Казахстан.